# Ihor Łucenko
Ihor Wiktorowycz Łucenko, ukr. Ігор Вікторович Луценко (ur. 10 listopada 1978 w Kijowie) – ukraiński dziennikarz, aktywista społeczny, poseł do Rady Najwyższej.

## Życiorys
Z wykształcenia ekonomista, absolwent Akademii Kijowsko-Mohylańskiej. Pracował jako konsultant Międzynarodowego Centrum Studiów Politycznych (ICPS), zajął się także dziennikarstwem w ramach czasopism „Kompańjon” i „Korrespondent” i gazety internetowej „Ukrajinśka prawda”. Został działaczem organizacji zajmujących się ochroną zabytków Kijowa.
W okresie antyrządowych protestów w ramach Euromajdanu był zastępcą Andrija Parubija, komendanta miasteczka namiotowego. Rankiem 21 stycznia 2014 Ihor Łucenko przywiózł do jednego ze stołecznych szpitali rannego aktywistę Jurija Werbyckiego. Obaj mężczyźni zostali stamtąd porwani przez grupę mężczyzn, którzy według przypuszczeń mogli być funkcjonariuszami Służby Bezpieczeństwa Ukrainy. Ihor Łucenko został odnaleziony wieczorem tego samego dnia, w wyniku pobicia doznał m.in. wstrząśnienia mózgu i wybicia zęba.
W maju 2014 został z ramienia Batkiwszczyny wybrany do rady miejskiej Kijowa. W przedterminowych wyborach parlamentarnych w październiku tego samego roku znalazł się na trzecim miejscu listy krajowej ugrupowania Julii Tymoszenko, uzyskując mandat deputowanego VIII kadencji, który wykonywał do 2019.
W trakcie inwazji Rosji na Ukrainę w 2022 brał udział m.in. w bitwie o Kijów jako operator dronów. W tym samym roku odznaczony Orderem „Za odwagę” III klasy.